# ヴィオレル・モルドヴァン
ディヌ・ヴィオレル・モルドヴァン（Dinu Viorel Moldovan、1972年7月8日 - ）は、ルーマニア・ビストリツァ出身の元同国代表サッカー選手、サッカー指導者。現役時代のポジションはFW。

## 経歴
ルーマニア時代も得点力を発揮していたが、スイスのグラスホッパーで磨きがかかった。2季連続で得点王となり、1997-98シーズンはナツィオナルリーガA優勝を果たした。1998年から在籍したフェネルバフチェSKでも、2季で33得点を記録している。1998-99シーズンにはスュペル・リグ優勝を果たした。
FCナントに在籍していた2000-01シーズンにはディヴィジオン1を制し、2001-02シーズンにはUEFAチャンピオンズリーグに出場した。FCラピド・ブカレストに所属していた2005-06シーズンのUEFAカップは予選1回戦から勝ち進み、準々決勝で同じブカレストに本拠地を置くFCステアウア・ブカレストと対戦した。2007年に現役を引退。
現役引退後は監督業を始め、2008年11月にFCヴァスルイの監督に就任するも、5位に終わり辞任した。2009-2010シーズンはFCブラショヴを指揮し、9位でシーズンを終えた。2010年9月、FCスポルトゥル・ストゥデンツェスク・ブカレストの監督に就任するも、勝利を挙げられず10月末に辞任。2013年から2014年は引退時の所属クラブであるFCラピド・ブカレストを率いる。
2014年10月、アンヘル・ヨルダネスク代表監督のもと、ルーマニア代表のアシスタントコーチに就任。

## 代表歴

### 出場大会
- ルーマニア代表
  - 1994 FIFAワールドカップ (ベスト8)
  - 1998 FIFAワールドカップ

### 試合数
- 国際Aマッチ 70試合 25得点（1993年-2005年）[2]

| ルーマニア代表 | 国際Aマッチ | 国際Aマッチ |
| 年             | 出場        | 得点        |
| -------------- | ----------- | ----------- |
| 1993           | 1           | 0           |
| 1994           | 3           | 0           |
| 1995           | 1           | 0           |
| 1996           | 9           | 4           |
| 1997           | 7           | 5           |
| 1998           | 13          | 8           |
| 1999           | 10          | 2           |
| 2000           | 11          | 2           |
| 2001           | 8           | 2           |
| 2002           | 4           | 2           |
| 2003           | 1           | 0           |
| 2004           | 0           | 0           |
| 2005           | 2           | 0           |
| 通算           | 70          | 25          |

## タイトル

### 選手時代
ACFグロリア・ビストリツァ
- ディヴィジアB：1回（1989-90）

グラスホッパー・クラブ・チューリッヒ
- ナツィオナルリーガA 1997-98

FCナント
- ディヴィジオン1：1回（2000-01）
- トロフェ・デ・シャンピオン：1回（2001）

FCラピド・ブカレスト
- クパ・ロムニエイ：2回（2005-06、2006-07）

個人
- ナツィオナルリーガA得点王：2回（1995-96、1996-97）
- スイス年間最優秀外国人選手：2回（1995-96、1996-97）

### 指導者時代
AFCキンディア・トゥルゴヴィシュテ
- リーガ2：1回（2018-19）